# Careproctus homopterus
Careproctus homopterus és una espècie de peix marí pertanyent a la família dels lipàrids. Va ser descrit pels itiòlegs Charles Henry Gilbert i Charles Victor Burke el 1912.

## Descripció
- Fa 4,3 cm de llargària màxima.[2][3]

## Hàbitat
És un peix marí i batidemersal que viu fins als 805 m de fondària.

## Distribució geogràfica
Es troba al sud del mar d'Okhotsk.

## Observacions
És inofensiu per als humans.